# Georges Frédéric Dentzel
Georges Frédéric Dentzel, né le 16 juillet 1755 à Bad Dürkheim (actuelle Allemagne, land de la Rhénanie-Palatinat), mort le 7 mai 1828 à Versailles, est un pasteur luthérien, un homme politique de la Révolution française et un général du Premier Empire. 
Sous l'Ancien Régime, Dentzel est aumônier dans le régiment Royal-Deux-Ponts et participe à la guerre d'Indépendance des États-Unis. Entre 1792 et l'an VIII (1799), il est député à la Convention nationale puis au Conseil des Anciens. 
D'abord aumônier du régiment Royal-Deux-Ponts puis pasteur de Landau, il est élu député durant la Révolution française, devient officier au sein de l'armée française puis baron d'Empire.

## Biographie
Georg Friedrich Dentzel, fils d'un maître boulanger, effectue des études de théologie à l'université de Halle puis à l'université d'Iéna. Il s'engage en 1774 comme aumônier protestant au sein du régiment Royal-Deux-Ponts, régiment germanophone, le traité d'Utrecht disposait en effet que les étrangers résidant en France étaient libres de pratiquer la religion réformée.
Dentzel prend part à la guerre d'indépendance américaine. Il sert dans le corps expéditionnaire français dirigé par le général Rochambeau. En 1780, il assiste au combat naval en vue des Bermudes. En 1781, il assiste à la bataille de la baie de Chesapake et à la bataille de Yorktown.
Après la guerre, le régiment Royal-Deux-Ponts se retire à Landau in der Pfalz, possession française depuis 1648 en vertu du traité de Westphalie. L'aumônier sur le point d'être démobilisé peut obtenir la charge de pasteur de Landau à condition d'être naturalisé français, ce qu'il obtient en mars 1784 : il s'appelle désormais Georges Frédéric Dentzel. Il devient donc premier pasteur et président du consistoire de Landau.

### Mandat à la Convention
La monarchie constitutionnelle, mise en place par la constitution du 3 septembre 1791, prend fin à l'issue de la journée du 10 août 1792 : les bataillons de fédérés bretons et marseillais et les insurgés des faubourgs de Paris prennent le palais des Tuileries. Louis XVI est suspendu et incarcéré, avec sa famille, à la tour du Temple.
En septembre 1792, Georges Frédéric Dentzel est élu député du Bas-Rhin, le quatrième sur neuf, à la Convention nationale.
Il siège sur les bancs de la Plaine. En décembre 1792, il est envoyé en mission à Strasbourg.
Le 23 décembre 1792, il est envoyé en mission, aux côtés de ses collègues Jean-Pierre Couturier (député de la Moselle) et Philippe Rühl (député du Bas-Rhin), auprès des départements de la Meurthe, de la Moselle et du Bas-Rhin. Lors du procès de Louis XVI, il est donc absent.
En mars 1793, lui et son collègue Couturier sont dénoncé par des pétitionnaires du Bas-Rhin, et leur rappel à la Convention est appuyé par François Mallarmé (député de la Meurthe) et Rühl. En avril 1793, il est également absent lors du scrutin sur la mise en accusation de Jean-Paul Marat. En mai, il vote contre le rétablissement de la Commission des Douze.
En juin, Dentzel est envoyé en mission dans le Bas-Rhin afin d'organiser le rattachement à la France de trente-deux communes du district de Landau. Le 8 nivôse an II (le 28 décembre 1793), il annonce au Comité de Salut public la levée du siège de Landau. Le 17 nivôse an II (le 6 janvier 1794), il est accusé, par les députés envoyés en mission Marc-Antoine Baudot (député de Saône-et-Loire) et Jean-Baptiste Lacoste (député du Cantal), durant sa mission, d'avoir entretenu des connivences avec l'ennemi et d'avoir exercé des violences. Le 27 nivôse (le 16 janvier), il est décrété d'arrestation sur motion de Georges Danton (député de Paris), de François-Louis Bourdon (député de l'Oise) et de Rühl, ces dernier affirmant également qu'il est étranger. En pluviôse (février), alors incarcéré à la prison des Carmes, il proteste auprès de Maximilien de Robespierre (député de Paris) contre sa détention.
Après la chute de Robespierre, Dentzel adhère à la réaction thermidorienne. En frimaire an III (novembre 1794), il est libéré sur motion de Jacques-Alexis Thuriot (député de la Marne) qui atteste qu'il est de nationalité française. Il participe à la défense de la Convention lors de l'insurrection du 1er prairial an III (20 mai 1795). Le 13 prairial (le 1er juin), il dénonce et fait décréter d'arrestation Baudot et Lacoste, qui l'avaient dénoncé un an plus tôt.
Le 24 prairial (le 12 juin), Dentzel est envoyé en mission « entre Moselle et Rhin » afin d'y assurer la surveillance des travaux publics. Le 9 fructidor enfin (le 26 août), il est envoyé dans le département de la Manche.

### Mandat aux Anciens
Sous le Directoire, en vendémiaire an IV (octobre 1795), Georges Frédéric Dentzel est élu au Conseil des Anciens, en vertu du décret des deux-tiers. Il est tiré au sort pour rester au Conseil jusqu'en prairial an VI (mai 1798). Il est réélu député du Conseil des Anciens aux élections en germinal an VI (avril 1798).

### Du Consulat à la Restauration
Le coup d’État du 18 brumaire met fin à sa carrière politique. Le lendemain, lors du vote au Conseil des Anciens, ses convictions républicaines lui donnent le courage de voter contre Napoléon Bonaparte. Conscient des conséquences fâcheuses de ce vote et de ces événements pour sa carrière, Dentzel demande et obtient sa réintégration dans l'armée mais on le nomme directeur de l'hôpital militaire du Mans, fonction habituellement confiée à des officiers retirés du service, puis administrateur de l'hôpital militaire de Landau. Malgré ses demandes d'affectation et ses démarches pour obtenir de rester en activité il est mis à la retraite dès 1801. Il s'installe alors à Versailles, à l'Ermitage, ancienne propriété de la marquise de Pompadour qu'il a acheté en 1799 après avoir cédé les biens qu'il possédait à Landau.
Les demandes répétées de Dentzel pour être réintégré dans le service actif aboutissent enfin en 1806 : il est nommé auprès du vice-roi d'Italie Eugène de Beauharnais puis en Allemagne. Il commande les places de Weimar (où il rencontre Goethe), Varsovie et Vienne occupées par l'armée française. Il est affecté à l'armée d'Espagne en 1810-1811 où il est blessé à Valverde devant Badajoz le 17 mars 1810, puis à l’État-major du prince d'Eckmühl à Hambourg en décembre 1811. Il fait la campagne de Russie en 1812, est en Saxe en 1813 où il participe à la bataille de Dresde, puis fait la campagne de France (1814). Il est fait chevalier (14 mai 1807) puis officier (9 août 1813) de la Légion d'honneur et est titré baron par Napoléon Ier le 29 juin 1808. Sa carrière militaire se termine à la fin de l'Empire : il est nommé général de brigade le 3 avril 1814, la veille de l'abdication de l'Empereur, puis mis en non-activité. Cette dernière promotion lui est confirmée deux fois par Louis XVIII les 3 janvier et 29 novembre 1815 sous le nom de maréchal de camp, ce grade, disparu en 1793, étant rétabli sous la Restauration. Il est fait chevalier de Saint-Louis le 20 août 1814. Nommé à l’État-major du duc de Berry en mars 1815, il est affecté à l’État-major général de l'armée pendant les Cent-Jours puis est définitivement mis à la retraite en novembre 1815.
Georges Frédéric Dentzel se retire à Versailles sous la Restauration, où il est membre du consistoire luthérien. Décédé le 7 mai 1828 à Versailles, il y est inhumé dans ce qui était alors le carré protestant, au cimetière Notre-Dame.

## Famille
En 1784, Georges Fréderic Dentzel épouse Sybille Louise Wolff, fille de bourgmestre, née le 25 janvier 1765 à Landau in der Pfalz, morte le 19 juin 1838 à Versailles. De leur union naissent quatre enfants, parmi lesquels : 
- Jean-Chrétien-Louis Dentzel, né le 6 mai 1786 à Landau, mort le 3 septembre 1829 à Vónitsa (Grèce). Officier de l'armée française sous le Premier Empire, il est élevé au rang d'officier de la Légion d'honneur en 1817[23]. Lieutenant-colonel en demi-solde sans affectation sous la Restauration, compromis dans les complots de la Charbonnerie contre le régime des Bourbons. Engagé volontaire dans l'armée insurrectionnelle grecque contre les Turcs, le deuxième baron Dentzel est mort célibataire et sans postérité à Vonitza : il était général de l'armée grecque, commandant l'armée de Grèce occidentale.
- Eve Dentzel, qui épouse Nicolas-Valentin Haussmann, fils de l'ancien conventionnel Nicolas Haussmann (député du département de Seine-et-Oise). De leur union naît Georges Eugène Hausmann, préfet de la Seine, qui a notamment dirigé les travaux de transformations de Paris sous le Second Empire.

### Sources
1. ↑  Archives communales de Versailles, « État-civil, registre des décès de 1828, vue 59 / 178, 5E37 » , sur https://archives.versailles.fr (consulté le 19 décembre 2024)
2. 1 2  Émile Houth, « M. Warringlon Dawson vient de sauver la sépulture historique du Général Dentzel. », Journal de la société des américanistes, vol. 26, no 1,‎ 1934, p. 200–201 (lire en ligne, consulté le 19 décembre 2024)
3. ↑  Claveau, Louis, Ducom, André Jean (1861-1923), Lataste, Lodoïs (1842-1923) et Pionnier, Constant (1857-1924), « Archives parlementaires de 1787 à 1860, Première série, tome 52, Liste des députés par départements » , sur https://gallica.bnf.fr, 1897 (consulté le 19 décembre 2024)
4. ↑  Claveau, Louis, Ducom, André Jean (1861-1923), Lataste, Lodoïs (1842-1923) et Pionnier, Constant (1857-1924), « Archives parlementaires de 1787 à 1860, Première série, tome 55, séance du 23 décembre 1792 » , sur https://gallica.bnf.fr, 1899 (consulté le 19 décembre 2024)
5. ↑  Aulard, François-Alphonse (1849-1928), « Recueil des actes du Comité de salut public, avec la correspondance officielle des représentants en mission et le registre du conseil exécutif provisoire. Tome 1 » , sur https://gallica.bnf.fr, 1889 (consulté le 19 décembre 2024)
6. ↑  Froullé, Jacques-François (≃1734-1794) et Levigneur, Thomas (≃1747-1794), « Liste comparative des cinq appels nominaux. Faits dans les séances des 15, 16, 17, 18 et 19 janvier 1793, sur le procès et le jugement de Louis XVI [...] » , sur https://gallica.bnf.fr, 1793 (consulté le 19 décembre 2024)
7. ↑  Claveau, Louis, Ducom, André Jean (1861-1923), Lataste, Lodoïs (1842-1923) et Pionnier, Constant (1857-1924), « Archives parlementaires de 1787 à 1860, Première série, tome 60, séance du 17 mars 1793 » , sur https://gallica.bnf.fr, 1901 (consulté le 19 décembre 2024)
8. ↑  Claveau, Louis, Ducom, André Jean (1861-1923), Lataste, Lodoïs (1842-1923) et Pionnier, Constant (1857-1924), « Archives parlementaires de 1787 à 1860, Première série, tome 62, séance du 13 avril 1793 » , sur https://gallica.bnf.fr, 1902 (consulté le 19 décembre 2024)
9. ↑  Claveau, Louis, Ducom, André Jean (1861-1923), Lataste, Lodoïs (1842-1923) et Pionnier, Constant (1857-1924), « Archives parlementaires de 1787 à 1860, Première série, tome 65, séance du 28 mai 1793 » , sur https://gallica.bnf.fr, 1904 (consulté le 19 décembre 2024)
10. ↑  Aulard, François-Alphonse (1849-1928), « Recueil des actes du Comité de salut public, avec la correspondance officielle des représentants en mission et le registre du conseil exécutif provisoire. Tome 5 » , sur https://gallica.bnf.fr, 1892 (consulté le 19 décembre 2024)
11. ↑  Aulard, François-Alphonse (1849-1928), « Recueil des actes du Comité de salut public, avec la correspondance officielle des représentants en mission et le registre du conseil exécutif provisoire. Tome 9 » , sur https://gallica.bnf, 1895 (consulté le 19 décembre 2024)
12. ↑  Aulard, François-Alphonse (1849-1928), « Recueil des actes du Comité de salut public, avec la correspondance officielle des représentants en mission et le registre du conseil exécutif provisoire. Tome 10 » , sur https://gallica.bnf.fr, 1897 (consulté le 19 décembre 2024)
13. ↑  Bouloiseau, Marc (1907-1999), Lefebvre, Georges (1874-1959) et Reinhard, Marcel (1899-1973), « Archives parlementaires de 1787 à 1860, Première série, tome 83, séance du 27 nivôse an II (16 janvier 1794) » , sur https://www.persee.fr, 1961 (consulté le 19 décembre 2024)
14. ↑  Robespierre, Maximilien de (1758-1794), « Œuvres complètes, tome 3. Correspondance de Maximilien et Augustin Robespierre » , sur https://archive.org, 1926 (consulté le 19 décembre 2024)
15. ↑  Brunel, Françoise (née en 1948) et Gomez-Le Chevanton, Corinne, « Archives parlementaires de 1787 à 1860, Première série, tome 102, séance du 6 frimaire an III (26 novembre 1794) » , sur https://www.persee.fr, 2012 (consulté le 19 décembre 2024)
16. ↑  Louvet, Jean-Baptiste (1760-1797), « Discours prononcé par le représentant du peuple Jean-Baptiste Louvet, représentant du peuple, dans la séance du 14 prairial an III [...] » , sur https://archive.org, 14 prairial an 3 (2 juin 1795) (consulté le 19 décembre 2024)
17. ↑  Gazette nationale ou le Moniteur universel n°258, « Convention nationale, séance du 13 prairial an III (1er juin 1795) » , sur https://gallica.bnf.fr, 18 prairial an 3 (6 juin 1795) (consulté le 19 décembre 2024)
18. ↑  Aulard, François-Alphonse (1849-1928), « Recueil des actes du Comité de salut public, avec la correspondance officielle des représentants en mission et le registre du conseil exécutif provisoire. Tome 24 » , sur https://gallica.bnf.fr, 1915 (consulté le 19 décembre 2024)
19. ↑  Aulard, François-Alphonse (1849-1928), « Recueil des actes du Comité de salut public, avec la correspondance officielle des représentants en mission et le registre du conseil exécutif provisoire. Tome 26 » , sur https://gallica.bnf.fr, 1923 (consulté le 19 décembre 2024)
20. ↑  Gazette nationale ou le Moniteur universel n°167, « Conseil des Cinq-Cents et Conseil des Anciens, séance du 15 ventôse an V (5 mars 1797) » , sur https://gallica.bnf.fr, 17 ventôse an 5 (7 mars 1797) (consulté le 19 décembre 2024)
21. ↑  Gazette nationale ou le Moniteur universel n°210, « République française, Paris, le 29 germinal (18 avril) » , sur https://gallica.bnf.fr, 30 germinal an 6 (19 avril 1798) (consulté le 19 décembre 2024)
22. ↑  Archives communales de Versailles, « État-civil, registre des décès de 1383, vue 114 / 225, 5E47 » , sur https://archives.versailles.fr (consulté le 19 décembre 2024)
23. ↑  Archives nationales, Base de données Léonore, « DENTZEL, Jean Louis Chrétien (1786-1829) » , sur www.leonore.archives-nationales.culture.gouv.fr (consulté le 19 décembre 2024)

- Fiche sur le site de l'Assemblée nationale
- Friedrich Christian Laukhard : F.C. Laukhards, vorzeiten Magister der Philosophie und jetzt Musketiers unter dem Thadderschen Regiment zu Halle, Leben und Schicksale, von ihm selbst beschrieben und zur Warnung für Eltern und studierende Jünglinge herausgegeben. 5 tomes, 1792-1802.
- « Georges Frédéric Dentzel », dans Adolphe Robert et Gaston Cougny, Dictionnaire des parlementaires français, Edgar Bourloton, 1889-1891 [détail de l’édition]